# 瓦珀拉鎮區 (伊利諾伊州德威特縣)
瓦珀拉鎮區（英語：Wapella Township）是位於美國伊利諾伊州德威特縣的一個行政鎮區。

## 地方資料
根據2010年美國人口普查的數據，瓦珀拉鎮區的面積為75.30平方千米，當中陸地面積為75.30平方千米，而水域面積為0.00平方千米。當地共有人口944人，而人口密度為每平方千米12.54人。